# James Saunders (Tänzer)

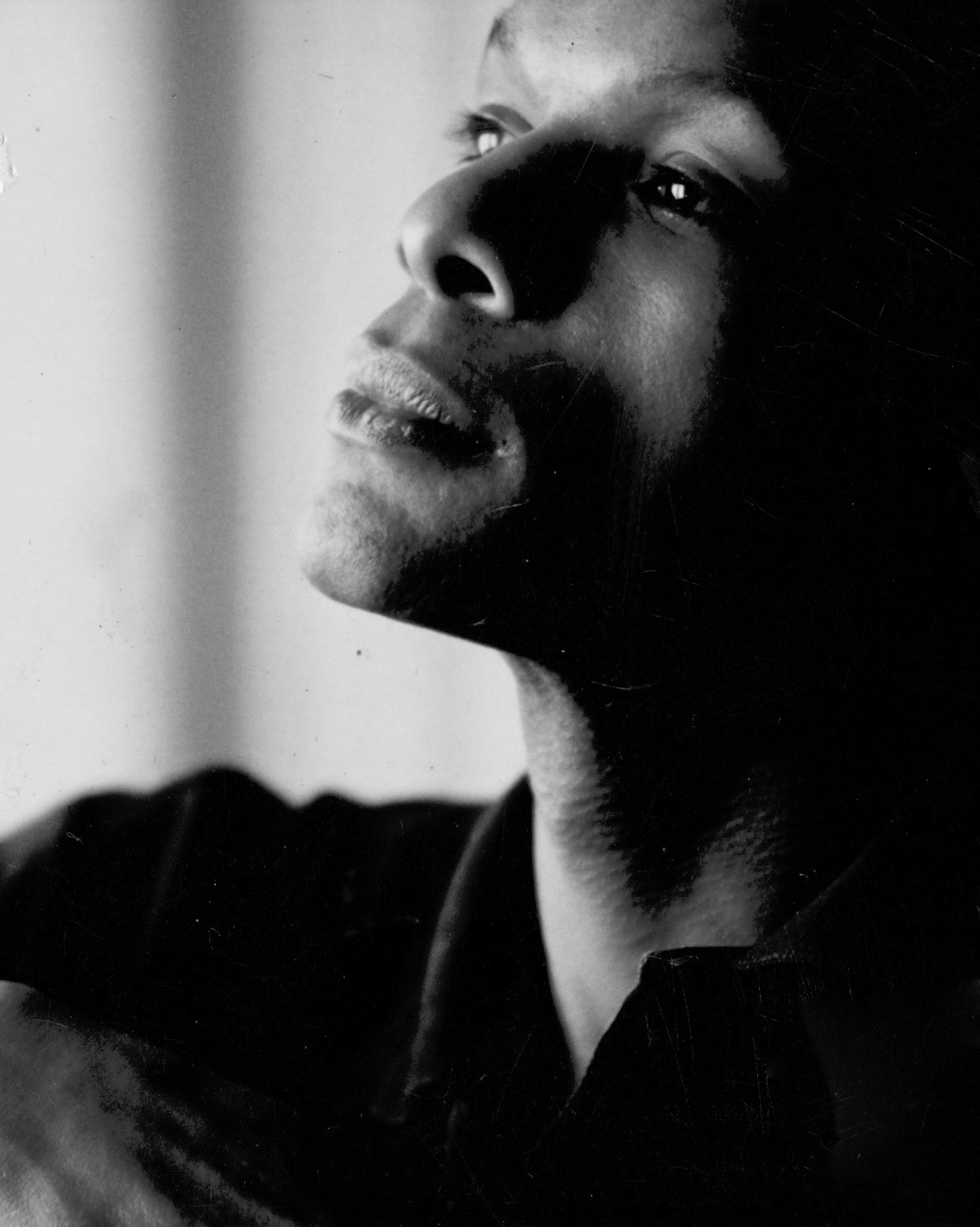
James Saunders

James Saunders (* 14. Juli 1946 in Wilmington/Delaware; † 24. August 1996 in Köln) war ein US-amerikanischer Tänzer, Choreograf und Bewegungslehrer.

## Leben und Karriere
Geboren und aufgewachsen als Sohn von Mary Lee und Major Saunders in Wilmington, Delaware, studierte Saunders Malerei und Bildhauerei am Philadelphia College of Art (bachelor's degree). Im Alter von 22 Jahren begann er 1968 mit dem Ballettstudium an der Schule der Pennsylvania Ballet Company unter Benjamin Harkarvy, Edward Caton und Manuel Héctor Zaraspe. Später war er Schüler von Irene Bartos, Rosella Hightower und Anna Price. 1973 verließ Saunders die Vereinigten Staaten und ließ sich in Europa (Deutschland) nieder.

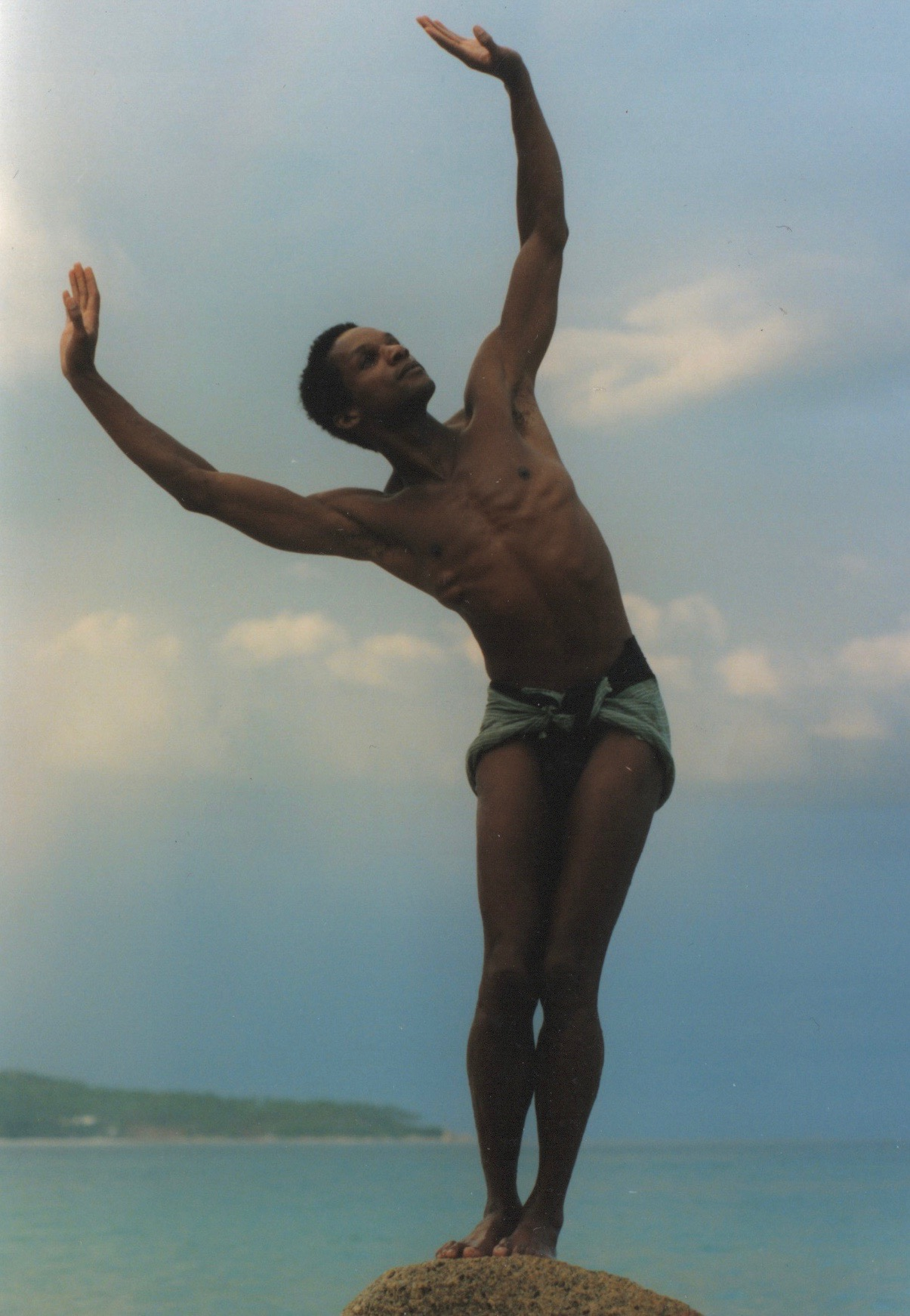
James Saunders 1986 auf Koh Samui

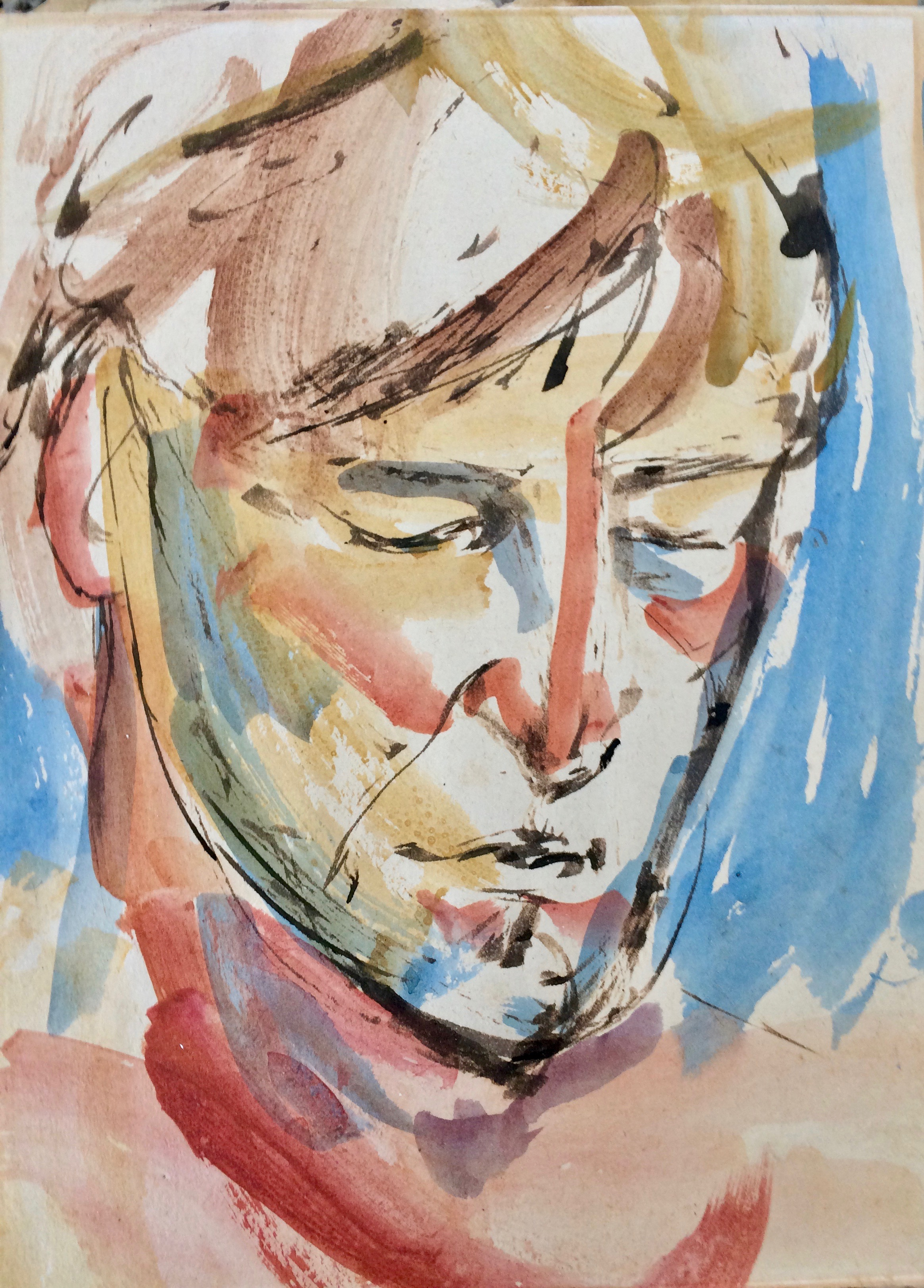
Aquarell James Saunders, Porträt Kajo Nelles, 1986

Saunders war Mitglied im Pennsylvania Ballet, in Maurice Béjarts Ballett des XX. Jahrhunderts, im Tanz-Forum Köln und zuletzt Erster Solist im Frankfurter Ballett. Er tanzte Hauptrollen in Werken von George Balanchine, Hans van Manen, Heinz Spoerli, Glen Tetley, Christopher Bruce und Talley Beatty.
Nach einer weiterführenden pädagogischen Ausbildung mit Gabriella Taub Darvash in New York, beendete James Saunders 1980 seine Solistenkarriere und arbeitete u. a. als Gastdozent an der Darvash School in New York. Anfang der 1980er-Jahre wurde er Künstlerischer Direktor der Deutschen Ballett-Bühne e. V, dem Gründungsverein der Zeitschrift Ballett International. Dort war er Partner des Verlegers Rolf Garske. 1984 gründete er mit Christiane Ruff und Kajo Nelles die „Tanzprojekte Köln – Kreativität durch Bewegung“. Er brachte tänzerische Amateure mit Tänzern und Choreografen zusammen auf die Bühne und verwirklichte seinen ganzheitlichen Ansatz von Kunst wie „Jeder Mensch ist ein Tänzer“ oder „Die Vorstellung ist anders als die Vorstellung“. Von 1985 bis 1991 leitete er im eigenen Haus 3-jährige Tanzbildungsprojekte zur Ausbildung von professionellen Tänzern und Tänzerinnen, die maßgeblich zur Entwicklung einer lebendigen Tanzszene in Deutschland beitrugen.
Von 1989 bis 1994 führte er zusammen mit seinem Partner Kajo Nelles die Creating Movement Projects in Johannesburg und Soweto durch. Dies war das erste vom Goethe-Institut geförderte Kulturprojekt im südlichen Afrika nach der Aufhebung des Kulturboykotts. Nach seinem Tod stiftete BMW Südafrika ein James-Saunders-Stipendium für junge afrikanische Tanztalente.
Neben seinem regelmäßigen Unterricht in seinem eigenen Studio unterrichtete Saunders an Tanzinstituten u. a. in Johannesburg,Soweto, New York, Jerusalem, Osaka, Arnheim, Wien und entwickelte Solowerke für sich und für Tanzkollegen. Neben den Ballettklassen entwickelte Saunders u. a. die Body as Heart-Übungen; eine vorbereitende Übungsreihe für das Tanztraining.
Bei seiner Performance Basstanz – Bilderwelten mit dem Bassisten Enrique Díaz, auf der Freitreppe im Foyer des Museum Ludwig in Köln, verunglückte Saunders am 24. August 1996 tödlich. James Saunders fand seine letzte Ruhestätte auf dem Friedhof Gracelawn Memorial Park, Delaware in den USA. Sein Nachlass befindet sich im Deutschen Tanzarchiv Köln.

## Nachwirkung
Seit dem Herbst 2024 setzt sich eine Initiative für die Umbenennung der Wißmann Straße in Köln in James Saunders Straße ein.
Die Wim Wenders Stiftung verleiht ein Stipendium an die Nachwuchskünstlerinnen Hildegard Alina Oehler und Valerie-Malin Schmid für die Recherche zu ihrem experimentellen Dokumentarfilm „Echoes of Movement“ über den Tänzer James Saunders.

## Auszeichnungen
1996 erhielt er für sein Lebenswerk post mortem den Kölner Tanztheaterpreis von der SK-Stiftung Kultur, Köln, den sein Partner Kajo Nelles entgegennahm.

## Werke (Auswahl)
- 1976 The unanswered question
- 1977 Animus (mit einer Komposition von Volker Blumenthaler)
- 1979 Horla (mit Ilka Doubek)
- 1980 Birds (mit Mitgliedern des Ballets Basel)
- 1991 Songs
- 1991 Aura (mit body sculptures von Noam ben Jacov)[28] Letzte Ruhestätte

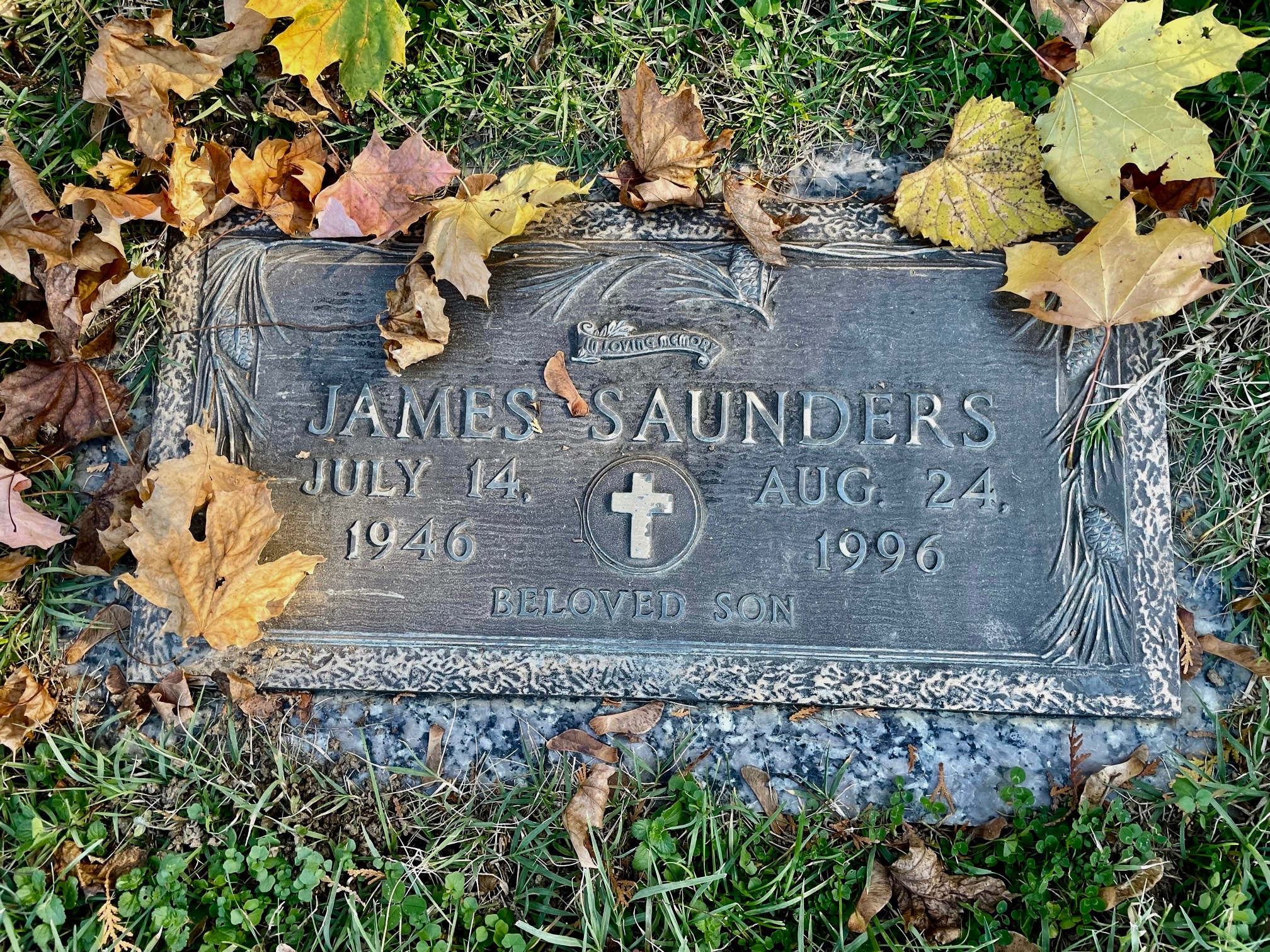
Letzte Ruhestätte

- 1994 Eye (mit einer Skulptur von Martin Schilken)[29]
- 1995 Wanderer - Spaces like Home (mit einer Komposition von of Mashiro Miwa)[30]
- 1996 Basstanz (mit Jean-Claude Jones, Nicolaus Hoffmann, Enrique Dias and Peter Kowald)[31]
- 1996 Observation Suite